# Tokomaru Bay
Tokomaru Bay – miasto w Nowej Zelandii, na Wyspie Północnej, w regionie Gisborne.